# Impfgegnerschaft

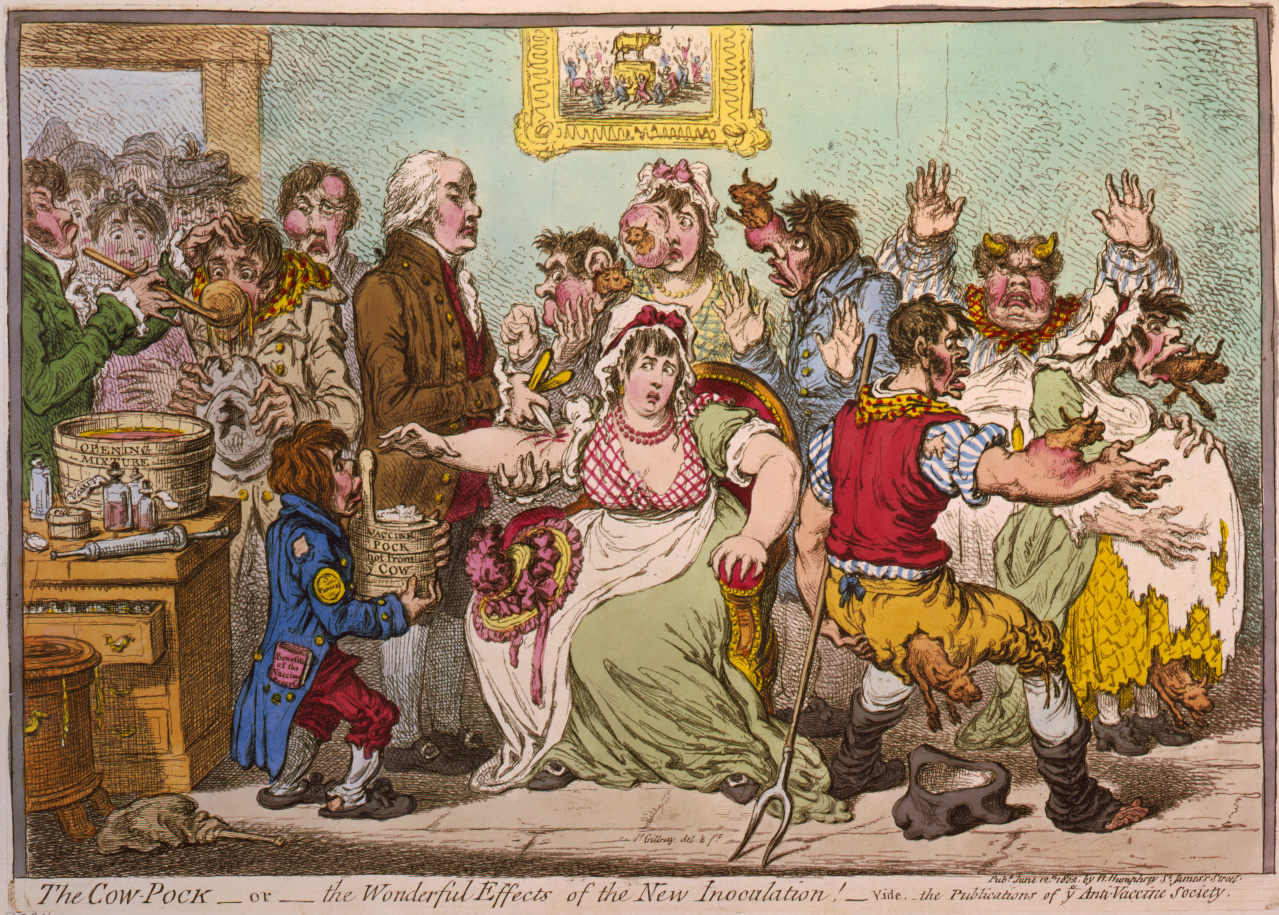
Karikatur zu Impfgegnern, die befürchteten, durch die Pockenimpfung zu Kühen zu werden (1802)

Impfgegnerschaft bezeichnet die allgemeine Ablehnung von Impfungen. Impfgegner lehnen Impfungen aus sehr verschiedenen Gründen ab, beispielsweise aus religiösen Motiven, aufgrund von naturheilkundlichen Annahmen oder aus Angst vor Impfschäden. Viele Impfgegner zeigen eine verfestigte allgemeine Ablehnungshaltung gegenüber Impfungen. Zu den Impfgegnern zählen aber auch Personen, bei denen lediglich fehlende Informationen oder Desinformationen eine Impfgegnerschaft hervorrufen, etwa, weil durch ausführliche Berichterstattung über seltene Komplikationen eine verzerrte Wahrnehmung gegenüber dem deutlich größeren Nutzen entstand. Andere Impfgegner machen geltend, Impfungen beruhten auf Verschwörungen, oder sie leugnen die Existenz bzw. die Pathogenität von Viren oder die Existenz des Impfeffektes. Die von ihnen vorgebrachten medizinischen Argumente sind unbelegt oder wissenschaftlich widerlegt; insofern handelt es sich um eine Form der Wissenschaftsleugnung. Die Weltgesundheitsorganisation zählt die Impfzurückhaltung zu den zehn wichtigsten Gefahren für die Gesundheit der Menschheit.
Christiane Meyer und Sabine Reiter, vom Robert Koch-Institut, grenzen Impfskeptiker von den in der Regel irrational und unwissenschaftlich argumentierenden Impfgegnern ab. Impfskeptiker seien häufig medizinisch informiert, alternativmedizinisch orientiert und lehnten Impfungen nicht per se ab. Stattdessen verträten sie differenzierte Ansichten wie beispielsweise über den Zeitpunkt von Impfungen oder die Impfstrategie.

## Historische Ursprünge, Verbreitung und demografische Charakteristika
Die ersten Impfungen der allgemeinen Bevölkerung in vielen Ländern richteten sich Anfang des 19. Jahrhunderts gegen Pocken und stießen bald mit unterschiedlicher Begründung auf Ablehnung. Die Ablehnung oder Akzeptanz von Impfungen wird durch strukturelle und organisatorische Faktoren im Gesundheitswesen, aber auch durch soziale, historische, kulturelle, ideologische und andere Faktoren beeinflusst.
Die von Impfgegnern vorgebrachten Gründe für eine Ablehnung ähneln denen von heute: „eine angeblich fehlende Wirksamkeit der Impfung (Erkrankung trotz Impfung), die beobachteten Nebenwirkungen, die Auslösung weiterer Erkrankungen (‚Syphillisation‘), religiöse Beweggründe und die Einschränkung von Persönlichkeitsrechten durch Zwangsimpfungen“.

### Immanuel Kant
Der Philosoph Immanuel Kant wird gelegentlich als Beispiel einer ethisch begründeten Ablehnung von Pockenimpfungen genannt. Kant war allerdings vor allem in seinen späten Jahren kein genereller Impfgegner, sondern lediglich Skeptiker und Kritiker der damals verfügbaren Methoden zur Immunisierung. Seine Argumente beruhten unter anderem auf der geringen Sicherheit der damals eingesetzten Variolation, bei der der nicht abgeschwächte Erreger verabreicht wurde. Im Laufe seines Lebens änderte Kant seine Meinung zur Pockenimpfung.
So bezog er in seiner 1797 veröffentlichten Metaphysik der Sitten noch kritisch Stellung: Wer „die Krankheit, die ihn in Todesgefahr bringt, sich selbst zuzieht“, der „wagt sein Leben aufs Ungewisse“, und sei somit weniger vernünftig als „der Seefahrer, welcher doch wenigstens den Sturm nicht macht, dem er sich anvertraut“. Da die Selbsttötung ethisch verboten sei, stelle sich die Frage: „Ist also die Pockeninoculation erlaubt?“ Kant vermied es, diese Frage im selben Text oder in anderen Zusammenhängen zu beantworten.

In seinem erst posthum veröffentlichten Alterswerk mahnte Kant, man solle „der Vorsehung“, welche übermäßiges Bevölkerungswachstum auch durch Pockenepidemien begrenze, nicht durch Impfungen in den Arm fallen. Pocken und Kriege seien dazu bestimmt, das Bevölkerungswachstum zu begrenzen: „Damit Staaten nicht mit Menschen überfüllt werden und man sie in ihrem Keim ersticke: zwey Übel als Gegenmittel in sie Gelegt — die Pocken und den Krieg“. Schutzimpfungen seien zwar „heroische Mittel der Ärzte“. Man müsse sich darauf verlassen, dass „die Vorsehung“ in ihrer Weisheit durch Krieg und Pocken eine Überbevölkerung verhindere: 
Heroische Mittel der Ärzte sind die, welche auf Tod und Leben oder, was eben so viel ist, auf die Gefahr des Patienten lebenslang krank zu werden dabey gewagt würden (auch nur eine Ansteckung beständig fürchten zu müssen). — Der Weise Gebrauch solcher Mittel kann nicht von einzelnen Menschen, sondern muß von der Vorsehung erwartet werden, welche Krieg und Kinderpocken (und zwar absichtlich) gewollt zu haben scheint, um die große Vermehrung hiedurch einzuschränken.
Später hielt Kant sowohl durch die Obrigkeit angeordnete Impfkampagnen gegen Pocken als auch die Hinnahme solcher Impfungen durch die Untertanen für ethisch erlaubt: „ist doch das zweyte mittel, nämlich das der kinderpocken, durch andere Menschen erlaubt: daß namlich die Regierung die Pockeninoculirung durchgängig anbefehle, da sie dann für jeden Einzelnen unvermeidlich: mithin erlaubt ist.“

### Weiterer Widerstand gegen Impfungen
In der zweiten Hälfte des 19. Jahrhunderts erlangte die Impfdebatte Breitenwirkung und die Zahl der gegen Pocken Geimpften sank. Ersten organisierten Charakter hatte die Impfgegner-Szene durch das 1874 beschlossene Reichsimpfgesetz (gegen die Pocken) erlangt. Als erster impfgegnerische Verein wurde der Hamburger „Anti-Impfverein“ 1874 gegründet, der 1875 eine Petition mit knapp 16.000 Unterschriften gegen das Impfgesetz beim Reichstag einreichte. Wichtige impfkritische Organe waren die erstmals 1876 von Heinrich Oidtmann und Theodor Hahn herausgegebene Zeitschrift Der Impfgegner (später Der Impfzwanggegner), sowie der 1908 von Eugen Bilfinger gegründete „Verein impfgegnerischer Ärzte“., der ab 1908 auch die Zeitschrift Die Impffrage durch den Ingenieur Hugo Wegener und den Oberlehrer Paul Mirus herausgab. Als Dachverband vieler impfkritischer Vereine wurde 1911 der „Reichsverband zur Bekämpfung der Impfung“ gegründet, was auch zu einer öffentlichen Wahrnehmung für die Institutionalisierung der Impfgegnerschaft geführt hatte.
Die sogenannte Lebensreformbewegung war die seinerzeit stärkste Vereinigung von Impfgegnern. Der Präsident des Impfgegner-Bundes, Heinrich Molenaar, richtete sich u. a. gegen die Medizin und propagierte ein „Zurück zur Natur“, Impfungen betrachteten die Lebensreformer als Vergiftung des gesunden Körpers.
1881 erschien die einflussreiche Kampfschrift Die Judenfrage als Racen-, Sitten- und Culturfrage. Mit einer weltgeschichtlichen Antwort des Sozialdemokraten Eugen Dühring, der als einer der Vorläufer des späteren Nationalsozialismus und der mit ihm verbundenen Rassenlehre angesehen wird. Darin behauptete er, das Impfen sei ein Aberglaube, von jüdischen Ärzten aus Gründen der persönlichen Bereicherung erfunden.
In der Regel übten hauptsächlich medizinische Laien Kritik an der Pockenschutzimpfung. Manche Impfgegner stellten hierbei die Wirkung der Pockenschutzimpfung in Frage und bestritten deren kausalen Zusammenhang mit dem Rückgang der Pockenfälle, obwohl dieser erst nach Einführung der Impfung stark eingesetzt hatte. So wurden beispielsweise bessere hygienische Zustände angeführt. Oidtmann dagegen behauptete, dass nicht die protektive Wirkung der Impfung, sondern der zurückgehende Lumpenhandel aus Schafwolle für jenen Rückgang verantwortlich sei (er vertrat die Ansicht, Pocken würden über Schafwolle übertragen). Andere Impfgegner stritten zwar den Sinn von Impfungen nicht ab. Stattdessen standen sie dem gesetzlich verankerten Pockenimpfzwang kritisch gegenüber, befürchteten Langzeitfolgen oder kritisierten z. B. als Vegetarier das Einbringen tierischer Materialien durch die Impfung (Impflymphe aus Kuhpocken). Schließlich gab es Impfgegner wie Wegener in den 1910er Jahren, die bewusst durch Berichte angeblicher Impfopfer die Bevölkerung „in Furcht und Schrecken“ versetzen wollten. Wegener veröffentlichte u. a. das Buch Segen der Impfung oder Impf-Friedhof – er machte dabei häufig keinerlei Angaben zu Quellen, Authentizität oder näheren Hintergrund, außerdem verbarg er Arbeitsweise und Informationsgewinnung.
Extremisten nutzten vor allem emotional gefärbte Argumente, die Ängste heraufbeschworen und größtenteils irrational und wissenschaftsfeindlich waren. Ein wiederkehrendes Motiv war auch das medienwirksame Präsentieren von Patienten mit Impfschäden. In den Jahren 1908 bis 1914 organisierten Impfgegner einige mehrtägige Kongresse. Von 1870 bis 1912 erschienen etwa 1000 impfgegnerische Publikationen, die zu Protestaktionen aufriefen. Die Impfgegnerbewegung zählte zu den bedeutendsten medizinkritischen Laienbewegungen.
Die Zahl der Impfgegner sank erheblich nach dem Ersten Weltkrieg, das Monatsblatt Der Impfgegner wurde 1919 eingestellt. In der Zeit des Nationalsozialismus wurde laut Ernst Fraenkel, einem jüdischen Rechtsanwalt und Politikwissenschaftler, welcher in „Der Doppelstaat“ das Wesen des Rechtsverständnisses der NS-Zeit beschrieb, gegen Impfgegner – ähnlich wie Kirchen- oder Sektenanhänger – mit dem Argument der „Theorie der indirekten Bekämpfung des Kommunismus“ juristisch vorgegangen. Henry Picker zufolge sah Adolf Hitler Impfgegnerschaft als „Aberglauben“ an und sprach sich während des Krieges dafür aus, diesen unter den Einheimischen der besetzten Ostgebiete zu verbreiten, um die dortige Bevölkerung zu schwächen. Dennoch behauptete der Deutsche Impfgegner-Ärztebund, das Impfgesetz von 1874 hätten vor allem „jüdische Abgeordnete“ ausgearbeitet. Ein Verband der Impfgegner aus Wilhelmshaven bezog sich in seinem Aufruf auf die „Protokolle der Weisen von Zion“, eine antisemitische Fälschung: Durch „Einimpfen von Krankheiten“ solle die Menschheit der „jüdischen Geldherrschaft unterworfen“ werden. Obwohl im Nationalsozialismus, auch auf Betreiben des Reichswehrministeriums im Hinblick auf Wehrfähigkeit und Schlagkraft des Reichs, Impfungen als Dienst an der „Volksgemeinschaft“ verstanden wurden und es Menschenversuche an Häftlingen des Konzentrationslagers Buchenwald mit Fleckfieberimpfstoffen gab, fanden sich unter den prominenten Nazis Impfgegner wie der Reichsführer SS Heinrich Himmler und der „Stellvertreter des Führers“ Rudolf Heß, die einer neuen deutschen Heilkunde anhingen, die sich von der vermeintlich jüdisch beeinflussten absetzen wollte. Julius Streicher, der Gründer und Herausgeber des antisemitischen Hetzblatts Der Stürmer, behauptete, dass Impfungen von Juden als „Rassenschande“ in die Welt gebracht worden seien. Hitler hatte Streicher allerdings 1934 auf Anfrage mitgeteilt, dass er aus wehrpolitischen Gründen eine Abschaffung des Impfgesetzes ablehnt.
Nach der Mitte des 20. Jahrhunderts wurden zur Impffrage diverse Verschwörungstheorien veröffentlicht. So behauptete die US-amerikanische Impfgegnerin Eleanor McBean in einem ihrer Bücher, die Spanische Grippe von 1918 bis 1920 sei durch Impfungen verursacht worden. Damals gab es aber noch gar keine Impfungen gegen Grippe und es ist wissenschaftlich bewiesen: Das Influenza-A-Virus (H1N1) verursachte die Spanische Grippe.
Verschwörungstheoretiker haben fälschlich behauptet, AIDS werde nicht durch das HI-Virus verursacht, sondern durch Impfungen (AIDS-Leugnung). Der Journalist Edward Hooper behauptete in den 1990er Jahren sogar, Hilary Koprowskis Polioimpfungen zwischen 1957 und 1960 hätten AIDS in Belgisch Kongo verursacht (Kontroverse um die Entstehung von AIDS). Dies ist nachweislich falsch und wurde widerlegt; in dem damals verwendeten Impfstoff wurden keine Spuren von HIV, SIV oder Affen-DNA gefunden.

### Ablehnung in jüngerer Zeit

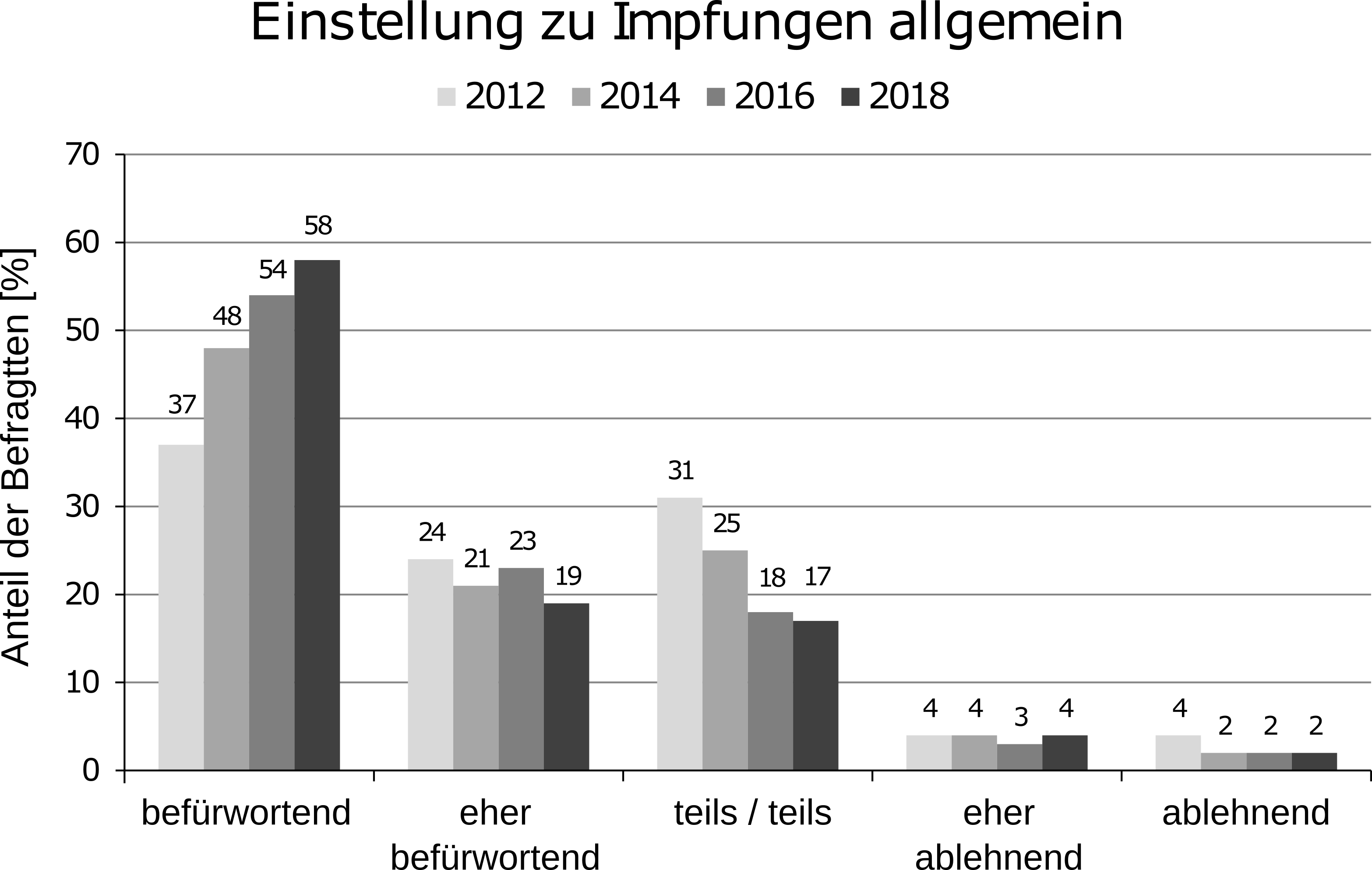
Einstellung zu Impfungen allgemein von 2012 bis 2018, BZgA-Repräsentativbefragungen

Die Zahl der Impfgegner in Deutschland betrug Stand 2004 etwa 3–5 %. Nach einer für die Bevölkerung in Deutschland repräsentativen Studie von 2016 im Auftrag der Bundeszentrale für gesundheitliche Aufklärung hatten von den 16- bis 85-Jährigen ein Fünftel teilweise Vorbehalte gegen Impfungen jeder Art, fünf Prozent eine „(eher) ablehnende“ Haltung. Im Vergleich zu 2014 war der Anteil derjenigen, die Impfungen befürworten, signifikant gestiegen. Aufgegliedert in die verschiedenen Arten von Impfung, war der Anteil derjenigen, die die Impfung gegen saisonale Grippe insgesamt als „(besonders) wichtig“ einschätzen, im Vergleich zu 2014 von insgesamt 56 auf 47 Prozent signifikant gesunken. Bezogen auf Impfungen ihrer Kinder gaben 15 Prozent der Eltern teilweise Vorbehalte an, zwei Prozent gaben eine „(eher) ablehnende“ Haltung an. Nahezu alle befragten Eltern meinten, dass ihr Kind auf jeden Fall gegen Tetanus, Kinderlähmung, Masern, Röteln und Mumps geimpft werden sollte. Auch gegen Keuchhusten, Diphtherie, Meningokokken, Hepatitis B und Windpocken sollte aus Sicht der meisten Eltern geimpft werden. Jeweils rund drei Viertel der Eltern gaben an, dass ihr Kind auf jeden Fall gegen HPV und Pneumokokken geimpft werden sollte. Bei einer analog 2018 durchgeführten Befragung stieg der Anteil, der Impfungen (eher) befürwortend gegenübersteht, auf 77 % weiter an.
Als häufigstes Motiv für die Ablehnung einzelner Impfungen nannten die befragten Eltern den angegriffenen Gesundheitszustand ihres Kindes bzw. Infekte zum Impfzeitpunkt. Ein Fünftel gab an, ein Arzt oder eine Ärztin hätte ihnen von der Impfung abgeraten. Auch Gründe, die auf gewisse Impfvorbehalte hinweisen, wurden von einigen Eltern als Grund für eine nicht wahrgenommene Impfung genannt: Sie befürchteten etwa eine zu starke körperliche Belastung des Kindes (15 %), schätzten die Impfung als unnötig ein (13 %) oder hatten Angst vor möglichen Nebenwirkungen (10 %). Das Robert Koch-Institut stufte 2017 drei bis fünf Prozent der deutschen Bevölkerung als Impfgegner ein; 2014 kam eine Befragung auf zwei bis vier Prozent. Etwa ein Prozent von befragten Eltern lehnen es strikt ab, ihre Kinder impfen zu lassen. In Ländern mit niedrigerem Bildungsstandard liegt der Anteil teils deutlich höher. Negative Berichte über Impfschäden oder die Leugnung des Impfprinzips selbst werden von Impfgegnern in Büchern, in wissenschaftskritischen Internet-Foren und insbesondere auf impfablehnenden Webseiten mit verschwörungstheoretischen Inhalten publiziert, die beim Suchen laut einer Studie aus dem Jahr 2002 häufig weit oben auf den Listen mit den Suchergebnissen angezeigt werden. Diese Webseiten verweisen in der Regel auf andere Webseiten ähnlicher Ausrichtung. Die von grundsätzlichen Impfgegnern vorgebrachten medizinischen Argumente sind wissenschaftlich widerlegt, insofern handelt es sich um eine Form der Wissenschaftsleugnung.
Eine wissenschaftliche Befragung von Personen in 24 Ländern aus dem Jahr 2018 ergab eine statistisch auffällige positive Korrelation von Impfgegnerschaft nicht nur mit der Neigung zu Verschwörungsglauben, Reaktanz und Individualismus, sondern auch mit dem Grad des Ekels vor Spritzen oder Blut. Dies wird als Hinweis darauf gedeutet, dass Impfgegner Fakten ausblenden oder umdeuten, um emotional unerwünschte Folgen zu vermeiden.
Eine Befragung von deutschen Hebammen im Mai 2007 ergab, dass zwei Drittel von ihnen die Impfung gegen Masern, Mumps und Röteln (MMR) befürworteten, ein Viertel lehnte die MMR-Impfung ab. Die Akzeptanz korreliert auch mit dem eigenen Impfstatus der Hebamme: Nicht geimpfte Hebammen sind deutlich skeptischer gegenüber einer Impfung als geimpfte Hebammen. Letzteres verunsichert manche junge Eltern und kann dazu führen, dass sie aus Angst vor der Impfung den Schutz ihrer Kinder vor Infektionskrankheiten verweigern.
| Befürwortung einer Impfung gegen | Hebammen mit Impfschutz (gegen die jeweilige Erkrankung) | Hebammen ohne Impfschutz (gegen die jeweilige Erkrankung) |
| -------------------------------- | -------------------------------------------------------- | --------------------------------------------------------- |
| Tetanus                          | 80 % (n = 314)                                           | 54 % (n = 49)                                             |
| Diphtherie                       | 84 % (n = 196)                                           | 51 % (n = 69)                                             |
| Keuchhusten                      | 87 % (n = 84)0                                           | 49 % (n = 89)                                             |
| Hepatitis B                      | 11 % (n = 35)0                                           | 1 % (n = 1)                                               |

Impfgegner haben oft alternativmedizinische, anthroposophische oder esoterische Ansichten. Nachweislich erhalten die Kinder von Anhängern der Alternativmedizin signifikant seltener die empfohlenen Schutzimpfungen, auch unter den Eltern, die Attachment Parenting nach Sears praktizieren, finden sich überdurchschnittlich viele Impfgegner. So werden Masernerkrankungen in der Schweiz seit Jahren im Wesentlichen aus den Kantonen Basel-Landschaft und Luzern gemeldet, in denen Anthroposophen und deren Einrichtungen sehr aktiv sind. Mehrere hundert Kinder mussten wegen schwerer Masern-Komplikationen in Krankenhäuser eingewiesen werden, ein Mädchen starb. Diese Entwicklung ist auch in Deutschland zu beobachten. So starb ein Kleinkind in Berlin während eines größeren Masernausbruchs mit einigen hundert registrierten Fällen im Herbst 2014. In Deutschland waren in den 2010er Jahren die anthroposophischen Waldorfschulen wiederholt Ausgangspunkt von Masern-Epidemien. Einschulungsuntersuchungen in Baden-Württemberg haben ergeben, dass die Quote der Nichtgeimpften unter Waldorfschülern bei etwa 30 % liegt, im Gegensatz zu sonst etwa 5 %. So schrieb im Februar 2020 eine anthroposophische Ärztin in der waldorfpädagogischen Zeitschrift Erziehungskunst zur ablehnenden Haltung gegenüber der Masernimpfung, dass ein Neugeborenes noch ganz aus mütterlichem Eiweiß bestehe, das durch das Masernfieber zerstört werden müsse, um Platz zu machen für das eigene Eiweiß, das dem individuellen geistigen Wesen entspreche. Von fremdem Eiweiß drohe es hingegen „überwältigt“ und „fremdgesteuert“ zu werden.
Niedrige Impfquoten finden sich auch in Montessorischulen bzw. -kindergärten.
Es gibt auch Impfgegner mit medizinischer oder pharmazeutischer Ausbildung, fast ausschließlich Homöopathen. Jedoch empfehlen große homöopathische Vereinigungen Impfprogramme und lehnen Impfnosoden ab, selbst der Gründer Samuel Hahnemann sprach sich seinerzeit für die Pockenschutzimpfung aus. Ob ein Arzt zu einer Impfung rät, korreliert im Allgemeinen stark mit seinem eigenen Impfstatus.
Manche Impfgegner stammen aus dem rechten politischen Spektrum; ein Beispiel dafür war Ryke Geerd Hamer (1935–2017), der die Germanische Neue Medizin (GNM) begründete. Impfgegneraktivitäten können auch im Sektenumfeld stattfinden, beispielsweise im damaligen, vom Verfassungsschutz beobachteten „Neue-Impulse-Treff“; dieses war ein in den Jahren nach 2000 agierendes Netzwerk verschiedener Scientology-Anhänger im Raum Stuttgart. Ein anderes Beispiel ist der Impfgegner und Molkereifachmann Hans Tolzin, ein ehemaliges, langjähriges Mitglied der Moon-Sekte, der sich auch ausdrücklich zu Hamers GNM bekannte.
Eine weitere Radikalisierung haben Impfgegner durch die COVID-19-Pandemie erfahren. Zwar sind Impfgegner nicht zentral organisiert, finden sich aber auf Elternstammtischen, größeren Demonstrationen und überwiegend durch das Internet, beispielsweise in geschlossenen Foren und deren Newslettern. Im Juli 2022 beging die österreichische Allgemeinmedizinerin Lisa-Maria Kellermayr Suizid, nachdem sie von Impfgegnern monatelang Morddrohungen erhalten hatte und angefeindet worden war.
Zu solchen Ansichten tragen oft übertriebene Angst vor Impfschäden, Misstrauen gegenüber staatlichen Einrichtungen, gegenüber den Pharmaunternehmen und gegenüber der Medizin im Allgemeinen sowie Unwissenheit und irreführende Medienberichte bei. Im Mai 2019 hat Facebook angekündigt, ab sofort unwahre Aussagen, die auf Instagram veröffentlicht werden, zu löschen.

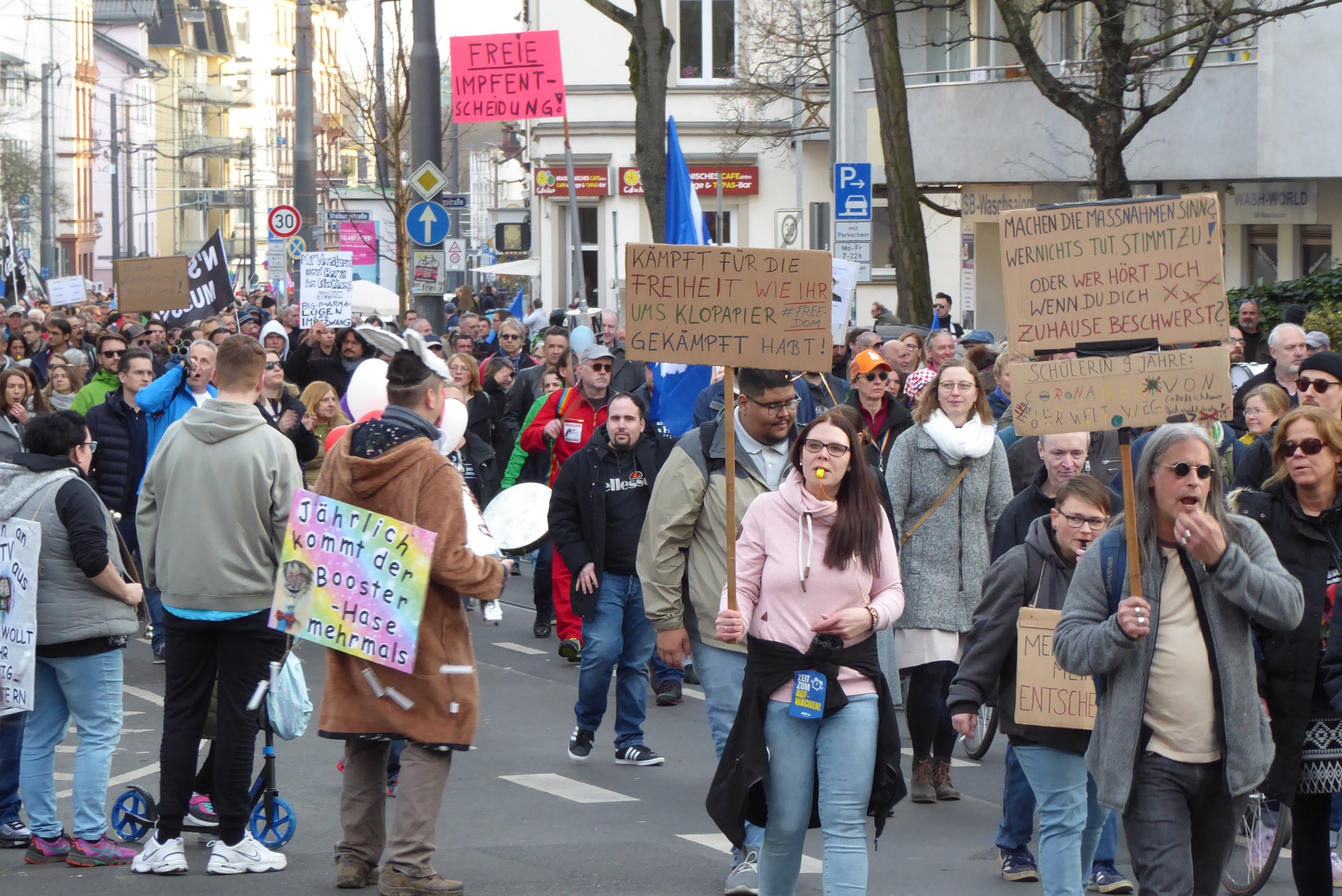
Demonstration von Impfgegnern (Frankfurt am Main, 2022)

Impfgegner sind zwar eine zahlenmäßig kleine Minderheit; sie haben aber in sozialen Medien einen Wirkverstärker gefunden, der zum Eindruck beiträgt, ihre Position sei gleichrangig mit der großen Mehrheit von Impfbefürwortern. In den USA stammt die Hälfte der impfgegnerischen Werbung auf Facebook von nur zwei großen Organisationen: zum einen das „World Mercury Projekt“ (nun bekannt als „Children’s Health Defense“) von Robert F. Kennedy Jr., zum anderen das Projekt „Stop Mandatory Vaccination“ des US-amerikanischen Aktivisten Larry Cook. Die geschalteten Anti-Impf-Kampagnen waren umfangreicher als die Online-Werbung der Befürworter und erreichten ein größeres Publikum. Auf Twitter werden Impfgegner zudem durch Bots und russische Trolle unterstützt. In einer weiteren Studie bestätigte sich, dass Desinformationskampagnen in sozialen Medien (die Verbreitung von Impfmythen) für Zweifel an der Impfstoffwirksamkeit sorgen.
Die argumentativen Grundmuster der Impfgegner von heute ähneln denen vom Ende des 19. und Anfang des 20. Jahrhunderts. Einen wesentlichen Unterschied betonte der Schweizer Immunologe Beda Stadler 2021: „Die heutige Impfkritik beruht eigentlich auf dem Erfolg der Impfung. Fast niemand mehr kennt die schweren Krankheiten, die einst als Geisseln der Menschheit bezeichnet wurden.“ Und weiter: „Die meisten Krankheiten, die heute dank der Impfung fast nicht mehr präsent sind, machen deswegen keine Angst mehr. Wir sind zu einer Gesellschaft geworden, in der Meinungen meist mehr zählen als Fakten.“

## Reaktion von Behörden und Organisationen
Im Gegensatz dazu stellten die Vereinten Nationen und UNICEF im Jahr 2002 fest, dass jedes Kind ein Recht auf Impfung gegen verhütbare Krankheiten hat. In der Ausgestaltung des Paragraph 24 der UN-Kinderrechtskonvention, der Kindern das Recht auf größtmögliche Gesundheit zuspricht, wurde zu Impfungen die Position eingenommen, dass „die Routineimpfung von Kindern notwendig ist, um das Recht der Kinder auf Gesundheit zu gewährleisten“.

Weltweiter Anteil derjenigen, die zustimmen, dass Impfstoffe für Kinder wichtig sind (2018)

Die Weltgesundheitsorganisation nahm 2019 „Impfzurückhaltung“ (vaccine hesitancy), „die Abneigung gegen oder die Verweigerung von Impfungen trotz verfügbarer Impfstoffe“, in ihre Liste der zehn weltweit größten Gesundheitsbedrohungen auf. Nach Angaben der Vereinten Nationen starben um 2000 „jedes Jahr rund drei Millionen Kinder an Krankheiten, die mit einer bis drei Einheiten einfach erhältlicher Impfstoffe leicht hätten verhindert werden können, vor allem in Entwicklungsländern. Millionen weiterer Kinder werden durch diese Krankheiten geschwächt oder schwerbehindert“. Dagegen sind viele schwerwiegende Infektionskrankheiten in den Industrienationen durch Impfprogramme und gute Durchimpfung der Bevölkerung selten geworden. Auch Impfverweigerer werden dabei Nutznießer der hohen Herdenimmunität durch das Impfen. Vergessen oder verharmlost werden in der Folge die Konsequenzen von Infektionskrankheiten mit ihren Komplikationen, angefangen bei Entwicklungsschäden über bleibende körperliche Behinderungen bis hin zum Tod. Diese Risiken werden auch bei den so genannten Masernpartys unterschätzt. Die empfohlene Masernimpfung bietet einen sicheren und sehr gut verträglichen Schutz, ohne das Risiko einer Lungen- oder Hirnentzündung. Die Kontroversen im Detail werden in den Artikeln über Impfstoffe erörtert (MMR-Impfstoff, hexavalenter Impfstoff u. a.).
Um die Impfbereitschaft zu erhöhen, gibt es verschiedene Impfprogramme und Schulungen. Hierbei kann eine persönliche Aufklärung der Eltern dazu beitragen, insbesondere falls dort noch das Bewusstsein für neue oder optionale Impfungen fehlt.

## Begründungen
Die Zurückhaltung gegenüber Impfungen lässt sich bei Befragungen weitgehend auf fünf Einstellungen und Auffassungen zurückführen, die auch „Die 5C“ genannt werden:
- Confidence: mangelndes Vertrauen in die Wirksamkeit oder Sicherheit von Impfungen
- Complacency: als niedrig wahrgenommenes Risiko, durch die Infektion schwer zu erkranken
- Constraints: Einschränkungen wie Stress oder Zeitnot, die Impfungen im Alltag entgegenstehen
- Calculation: eigene Versuche, sich Informationen zu beschaffen, die aber zu Falschinformationen führten
- Collective responsibility: geringe Bereitschaft, sich zum Schutz Dritter impfen zu lassen

Einige Argumente der Impfgegner werden als Verschwörungstheorie bezeichnet. Sie beziehen sich in der Regel auf einen oder mehrere der in den folgenden vier Abschnitten genannten, sich hiermit teilweise überdeckenden Kritikpunkte.

### Wirksamkeit
| Impfstoff                | vorher         | nachher      |
| ------------------------ | -------------- | ------------ |
| Diphtherie               | 175.885 (1922) | 1 (1998)     |
| Haemophilus Influenzae B | 20.000 (1982)  | 54 (1998)    |
| Keuchhusten              | 147.271 (1925) | 6.279 (1998) |
| Masern                   | 503.282 (1962) | 89 (1998)    |
| Mumps                    | 152.209 (1968) | 606 (1998)   |
| Pocken                   | 48.164 (1904)  | 0 (1998)     |
| Röteln                   | 47.745 (1968)  | 345 (1998)   |

Einige grundsätzliche Impfgegner sind der Meinung, dass es keine Nachweise für die Wirksamkeit von Impfungen gebe, die „wissenschaftlichen Kriterien“ standhielten. Richtig ist zwar, dass keine Impfung hundertprozentig vor der jeweiligen Erkrankung schützen kann und sich die Wirksamkeit des Schutzes je nach Impfung unterscheidet. Dies stellt ein Beispiel der Praxis unerfüllbarer Ansprüche von Impfgegnern dar, da sie hundertprozentige Wirksamkeit fordern oder Impfungen keine Nebenwirkungen haben dürfen. Grundsätzlich senken aber Impfungen die Erkrankungswahrscheinlichkeit deutlich. Zahlreiche veröffentlichte Studien, die den Anforderungen der evidenzbasierten Medizin genügen, bestätigen dies. So brechen in der Regel die Erkrankungszahlen von Infektionskrankheiten kurz nach Einführung der Impfungen ein. Beispielsweise wurden vor der Einführung der Masernimpfung in den USA (im Jahr 1963) jährlich mehrere hunderttausend Masernerkrankungen (mit 400 bis 500 Toten, 48.000 Hospitalisierungen und 1.000 Enzephalitis-Fällen) erfasst. Wenige Jahre nach der Einführung der zunächst einmaligen (1963) Impfung (und später der zweimaligen Impfung 1993) wurde ein Rückgang der Erkrankungen um 99 % registriert. Auch die Häufigkeit anderer Infektionskrankheiten wie z. B. bei Mumps oder Polio konnten durch Impfungen signifikant gesenkt werden.

#### Hygiene und Lebensstandards
Von Impfgegnern wird aufgeführt, dass allein die Verbesserung der Hygiene und des Lebensstandards zum Rückgang der Infektionskrankheiten geführt haben sollen. Dies mag bei einigen Infektionskrankheiten wie Typhus oder Cholera der Fall gewesen sein. Jedoch konnte das Auftreten impfpräventabler Krankheiten wie z. B. Masern, Hepatitis-B oder Polio nur durch Impfungen derart signifikant gesenkt werden. Zudem würden hygienische Zustände nicht erklären, warum z. B. Indien trotz mehrerer Gegenden mit geringen hygienischen Standards seit 2014 als poliofrei gilt, oder umgekehrt warum es in Deutschland oder in den USA mit sehr hohen hygienischen Standards immer wieder zu Masernausbrüchen kommt. Zudem waren größtenteils Impfköder für die Ausrottung der Tollwut bei Füchsen verantwortlich, nicht eine verbesserte Hygiene. Manche impfpräventable Krankheiten wie Masern oder Rotaviren sind trotz hoher Hygienestandards sehr ansteckend, andere wie Humane Papillomviren oder FSME werden auf einem von der Hygiene weitgehend unabhängigen Weg übertragen.

#### Antikörper und Schutzwirkung
Von grundsätzlichen Impfgegnern wird auch die Wirksamkeitsmessung mittels Antikörpertiter in Frage gestellt. Zahlreiche Interventions-Studien und epidemiologische Analysen beweisen aber eine gute Übereinstimmung zwischen Antikörperwerten und Schutz vor der Infektionskrankheit.

#### Schutz Dritter
| Krankheit   | Schwellenwert |
| ----------- | ------------- |
| Diphtherie  | 85 %          |
| Masern      | 83–94 %       |
| Mumps       | 75–86 %       |
| Keuchhusten | 92–94 %       |
| Polio       | 80–86 %       |
| Röteln      | 80–85 %       |
| Pocken      | 83–85 %       |

Auch die Herdenimmunität durch Impfungen ist für viele Infektionskrankheiten belegt. Oberhalb eines bestimmten Anteils Immunisierter in einer Bevölkerung („Schwellenwert“) findet ein Erreger nicht mehr genügend viele benachbarte Menschen, die noch nicht durch Impfung geschützt sind und daher infiziert werden können. Dieser Schwellenwert ist im Wesentlichen abhängig von der Basisreproduktionszahl des jeweiligen Krankheitserregers. Die jeweilige Infektion tritt dann selbst nach Reimport von Erregern nicht mehr endemisch, sondern nur noch sporadisch lokal auf.

### Unerwünschte Wirkungen
Impfgegner argumentieren, dass es Krankheiten und Spätfolgen gebe, die als Nebenwirkungen der Impfung oder ihrer Inhaltsstoffe gesehen werden könnten. Als Spätfolgen von Impfungen wurden unter anderem Allergien, Autoimmunerkrankungen, Asthma, Autismus, Diabetes, Heuschnupfen, HIV, Homosexualität, Krebs, Kriminalität, Morbus Crohn, Multiple Sklerose oder plötzlicher Kindstod angeführt. Diese Aussagen basieren zum Teil auf Fälschungen – wie etwa der Fall Wakefield beim angeblichen Zusammenhang zwischen MMR-Impfstoffen und Autismus – und wurden durch viele Studien entkräftet.
Die Widerlegungen werden aber oftmals von Impfgegnern ignoriert.
So konnten beispielsweise zahlreiche Untersuchungen einen kausalen Zusammenhang zwischen Allergien und Impfungen nie belegen. Darüber hinaus zeigen epidemiologische Vergleiche, dass Allergien in der Bevölkerung der früheren DDR, in der eine Impfpflicht bestand, erst nach der Wende signifikant zunahmen – gleichzeitig mit einem Rückgang der Schutzimpfungen. Erst nach der Wiedervereinigung nahm die Häufigkeit solcher allergischer Symptome (auch in den Alten Bundesländern) zu. Das Robert Koch-Institut fasst zusammen: „Sicher ist: Es gibt heutzutage mehr Impfungen – und mehr Allergien. Ob das eine jedoch mit dem anderen zusammenhängt, ist nicht belegt“. In jüngerer Zeit wird vor allem auf Grund der Untersuchungen durch Erika von Mutius die Zunahme allergischer Symptome ab 1990 in den Neuen Bundesländern eher auf geänderte Ernährungs- und Lebensstil-Gewohnheiten („westliche Lebensweise“) zurückgeführt. Impfstoffe stimulieren wie Infektionen durch Umweltkeime das frühkindliche Immunsystem. Der wichtigste Anstoß für die Immunreifung basiert aber auf der bakteriellen Besiedlung innerhalb der ersten Lebenstage, also dem intestinalen Mikrobiom. Aber auch Lebendimpfungen können dazu durch sogenannte heterologe Effekte beitragen. Wissenschaftliche Studien wiesen zudem zwischen geimpften und ungeimpften Kindern keine Unterschiede im Auftreten allergischer Erkrankungen (und Infekte, gegen die nicht geimpft wird), andere Studien sogar ein höheres Risiko für das Ausbilden von Allergien bei ungeimpften Kindern im Vergleich zu geimpften nach. Bei Auswertungen von Impfgegnern, die das Gegenteil behaupten, „wurden grundlegende Standards der wissenschaftlichen Datenanalyse nicht eingehalten“, sie sind daher falsch. Ungeimpfte Kinder erkranken dagegen deutlich häufiger an impfbaren Krankheiten wie Masern oder Keuchhusten als geimpfte Kinder.
Von Impfgegnern wird ferner behauptet, die in manchen Impfstoffen enthaltenen Aluminiumadjuvanzien würden selbst zu Allergenen werden und Unverträglichkeitsreaktionen und Entzündungen hervorrufen. In einer randomisierten, einfach verblindeten kontrollierten Studie wurde indes festgestellt, dass es keinen Zusammenhang zwischen einer Kontaktdermatitis und einer Aluminium-enthaltenden Impfung gibt. Die meisten subkutanen Allergen-spezifischen Immuntherapien gegen Allergien (Hyposensibilisierung, also „Impfungen“ gegen Allergien) enthalten sogar Aluminiumhydroxid selbst als Adjuvans.
Auch die Behauptung, Impfungen könnten Krebs verursachen, ist wissenschaftlich nicht belegt: Der mancherorts behauptete Zusammenhang zwischen Leukämien, gerade bei Kindern, und Impfungen (MMR, Tetanus, Diphtherie, Keuchhusten, Polio, Hepatitis B, Haemophilus influenzae b-Infektion) wurde durch zahlreiche Studien widerlegt. Viele Tumorerkrankungen sind auf Infektionen mit Hepatitis-B- und C-Viren zurückzuführen, gegen erstere gibt es gut wirksame Impfstoffe.
Die von Impfgegnern vorgebrachte Behauptung, dass frühkindliche Impfungen neurologische Entwicklungsstörungen verursachen würden, wurde widerlegt.
Angeführt wird von Impfgegnern auch, dass Zulassungsstudien von Impfungen aufgrund ihrer beschränkten Größe nur einen Bruchteil der Nebenwirkungen erfassen könnten und so Nebenwirkungen, die seltener als 1:500 auftreten, nicht ermittelt würden. Darüber hinaus sei das Meldesystem des Infektionsschutzgesetzes nicht in der Lage, das tatsächliche Ausmaß der Impfkomplikationen in Deutschland zu erfassen; infolgedessen werde das Verhältnis von Nutzen und Schaden falsch eingeschätzt. Tatsächlich müssen Impfstoffe – ebenso wie alle anderen Medikamente – vor ihrer Einführung ein komplexes Zulassungsverfahren durchlaufen. Für diese Zulassung müssen vom Hersteller umfangreiche Studien vorgelegt werden, welche im geforderten Umfang die Wirksamkeit und Verträglichkeit belegen sollen. Nach Einführung eines Impfstoffes muss den zuständigen Zulassungsbehörden periodisch in vorgeschriebenen Zeitabständen ein Bericht vorgelegt werden, der die aktuelle Datenlage zur Unbedenklichkeit – wie beispielsweise unabhängige Folgestudien von Universitätskliniken und anderen Forschungseinrichtungen oder Meldungen von Nebenwirkungen an die Gesundheitsbehörden – zusammenfasst. Das Meldesystem ist dabei ein wichtiges Instrument für erste, möglichst zeitnahe Ermittlungen von möglichen Nebenwirkungen. Aufgrund dieses Verfahrens wurde beispielsweise die mangelhafte Langzeitwirkung der Hepatitis-B-Komponente des Sechsfachimpfstoffes Hexavac erkannt, so dass dieser Impfstoff vom Markt zurückgezogen wurde.
Bezüglich der Bereitschaft, bei einer etwaigen nach der Impfung aufgetretenen Krankheit eine Verbindung zur Impfung herzustellen, analysierte eine wissenschaftliche Studie bei der Einführung der HPV-Schutzimpfung die grundsätzliche Häufigkeit bestimmter Erkrankungen in großen Gruppen von Mädchen und jungen Frauen – wohlgemerkt bevor der Impfstoff zur Verfügung stand. Mithilfe dieser ermittelten Hintergrundmorbidität konnte man feststellen, welche Erkrankungen wie oft innerhalb von sechs Wochen bei 100.000 weiblichen Personen der entsprechenden Alterskohorte auftreten. Diese Anzahlen wurden nach der Impfung erneut gemessen. Sie hatten sich nach der HPV-Impfung nicht verändert, im Ergebnis waren es ein- bzw. zweistellige Anzahlen verschiedener Krankheiten – die auch ohne Impfung genauso häufig auftraten.
Vielfach wird behauptet, Impfstoffe enthielten gefährliche Chemikalien. Das früher als Konservierungsmittel verwendete quecksilberhaltige Thiomersal wird seit vielen Jahren bei Einmaldosen für Vakzine nicht mehr verwendet (in den USA seit 2001), obwohl kein Zusammenhang mit Impfschäden festgestellt wurde und die verwendeten Konzentrationen weit unterhalb einer möglichen Toxizität lagen. Nach Ansicht der WHO sowie verschiedener Gesundheitsbehörden weltweit (z. B. des Centers for Disease Control and Prevention (CDC) oder dem PEI) ist die Verwendung von Thiomersal in Impfstoffen nebenwirkungsfrei (bis auf gelegentliche Überempfindlichkeitsreaktionen ohne Krankheitswert).
Weitere Substanzen in Totimpfstoffen sind (in äußerst geringen Konzentrationen weit unterhalb toxikologischer Grenzwerte) Aluminiumhydroxid als Adjuvans (Verstärkung der Immunantwort) oder Phenol (Haltbarmachung). Die enthaltene Menge an Formaldehyd (Inaktivierung von Toxinen und Viren) ist so gering, dass der physiologische Formaldehydgehalt des Muskels durch eine Impfung sogar verdünnt wird.
| Impfstoff              | Anzahl der Antigene |
| ---------------------- | ------------------- |
| Masern                 | 10                  |
| Mumps                  | 9                   |
| Tetanus                | 1                   |
| Keuchhusten (heute)    | 2–5                 |
| Polio                  | 15                  |
| alle Impfungen (heute) | ca. 150             |
| Pocken (bis 1983)      | 198                 |
| Keuchhusten (bis 1994) | ca. 3.000           |

Ein weiterer Kritikpunkt ist die Vorstellung, dass „zu viele“ Impfungen oder Kombi-Impfungen das Immunsystem „überlasten“ würden. Dies berücksichtigt jedoch weder die Tatsache, dass volumenmäßig durch eine einzige Mahlzeit mehr Fremdantigene aufgenommen werden als insgesamt im Leben durch Impfungen, noch die verbesserte Verträglichkeit der modernen Impfstoffe. So konnte die Spezifität durch Fortschritte in der Produktion erhöht werden, die Anzahl der zu einer Immunantwort nötigen Antigene ist gesunken. Insgesamt werden im ersten Jahr einem Säugling etwa 150 Antigene durch Impfungen präsentiert, was im Vergleich zu früher eine Reduktion um den Faktor 10 entspricht. Ein Kind ist tatsächlich mit Dutzenden bis Hunderten neuer Antigene (Viren, Bakterien, chemischen Verbindungen) täglich konfrontiert. Außerdem ist das Immunsystem eines Säuglings bereits für alle wesentlichen Abwehrfunktionen bereit, nach einer Schätzung könnte ein Kleinkind die Antigenmenge in 10.000 Impfungen auf einmal verkraften.
Tatsächlich bestätigte eine Studie von 24 bis 47 Monate alten Kindern in den USA, dass Impfungen in der nach den Richtlinien vorgesehenen Häufigkeit bei ihnen nicht zu einer Zunahme von nicht durch Impfung beeinflussbaren Krankheiten führten. Auch andere Daten weisen darauf hin, dass die allgemeine Immunantwort bei Kindern durch Impfungen nicht beeinträchtigt wird. Impfungen können im Gegenteil das generelle Infektionsrisiko eines Kleinkindes senken, wenn es innerhalb der ersten drei Monate eine Kombinationsimpfung gegen Diphtherie, Keuchhusten, Tetanus, Hib und Kinderlähmung erhält.

### Datenlage
Von Impfgegnern wird angeführt, dass die Impfstoffhersteller Einfluss auf die zuständigen Gesundheitsbehörden (z. B. die STIKO des Robert Koch-Instituts in Deutschland und das CDC in den USA) sowie auf die Wissenschaftler in diesem Feld ausüben würden, so dass es mangelhafte Aufklärung gebe.
Für die Zulassung von Impfungen müssen Studien bei den zuständigen Zulassungsbehörden (z. B. das Paul-Ehrlich-Institut in Deutschland und die U.S. FDA) vorgelegt werden, welche die Wirksamkeit und Verträglichkeit belegen und in der Tat vom Antragsteller finanziert werden. Ausgeführt werden diese Studien in einer Klinik oder mehreren Kliniken. Im Rahmen der Pharmakovigilanz finden jedoch durchaus auch Studien statt, die mit öffentlichen Mitteln finanziert werden.
Gegen den Vorwurf fehlender Neutralität und persönlicher Bereicherung wird erwidert, dass die Gesundheitsbehörden von Regierungen unterschiedlichster politischer Ausrichtung (z. B. der ehemaligen Ostblockstaaten) zu im Wesentlichen gleichen Empfehlungen gelangten.

### Wirtschaftliche Interessen
Impfstudien werden – wie Medikamentenstudien – größtenteils vom jeweiligen Pharmahersteller finanziert. Einige Impfgegner haben gemutmaßt, die STIKO verfolge anstelle der Volksgesundheit hauptsächlich die Unternehmensinteressen. Die STIKO hat 2008 ihre Geschäftsordnung verschärft, um Zweifel an ihrer Unvoreingenommenheit zu entkräften. Vor 2008 hatten einige Mitglieder der Ständigen Impfkommission Kontakt zu Pharmaunternehmen und es gab einen wirtschaftlichen Kontakt zu einem Unternehmen, das auch Impfstoffe herstellt. Dennoch bedeutete dieser Kontakt nicht zwangsläufig, „dass die Beurteilung einzelner Impfstoffe voreingenommen oder industriegesteuert war“.
Umgekehrt verfolgen teilweise auch Impfgegner mit ihrer Kritik ein wirtschaftliches Interesse. Beispielsweise zahlte Ende der 1990er Jahre eine Anwaltskanzlei, die Impfgegner vertrat, mehrere Millionen britische Pfund an Wissenschaftler, um einen Nachweis für Nebenwirkungen zu erhalten (siehe dazu den Artikel MMR-Impfstoff). So erhielt beispielsweise Andrew Wakefield, der die inzwischen widerlegte und zurückgezogene Studie publiziert hatte, dass Impfungen Autismus verursachen können, von einem Anwalt, der Eltern autistischer Kinder vertrat, fast 500.000 Pfund für seine Forschungen. Zudem hatte er noch einen weiteren wirtschaftlichen Interessenkonflikt: So meldete er vor Publikation seiner Studie drei Patente an, darunter eines, bei dem er von der Abschaffung der Mehrfachimpfung gegen MMR persönlich profitiert hätte. Auch mit impfgegnerischen Büchern, Seminaren und Beratungen gegen das Impfen sowie mit alternativmedizinischen Behandlungen der Krankheit oder dem „Ausleiten“ angeblicher Impfnebenwirkungen werden Gewinne erzielt.
Die wirtschaftlichen Interessen der Pharmaunternehmen beschränken sich nicht einseitig auf Impfungen als Vorsorgemaßnahmen. Viele der durch Impfung verhinderbaren Infektionen können zu Erkrankungen mit chronischem Verlauf führen. Bei Hepatitis B stehen die Einnahmen aus der in der Regel dreimaligen Impfung (insgesamt durchschnittlich 50 bis 100 Euro) den Einnahmen gegenüber, die aus medikamentöser antiviraler Therapie erzielt werden, welche im Falle eines chronischen Verlaufs über viele Jahre zu Kosten von etwa 1000 Euro je Patient und Monat aufrechterhalten werden muss.
Das Unternehmen Sanofi Pasteur MSD hat 2015 auf der 4. Nationalen Impfkonferenz eine Rechnung vorgestellt, laut der die gesetzliche Krankenversicherung für eine Frau im Schnitt 1.976 Euro für den lebenslangen Impfschutz vor 15 verschiedenen Infektionskrankheiten ausgibt, darunter 1.530 Euro für die Impfstoffe und 446 Euro für die Honorarkosten der Ärzte. Die Kosten für Männer liegen wegen der kürzeren Lebenserwartung und der fehlenden HPV-Impfung etwa 400 Euro darunter, bei Menschen mit Grunderkrankungen sind die Kosten höher. Der Anteil der Impfstoffkosten an den Leistungsausgaben der gesetzlichen Krankenversicherungen beträgt etwa 0,6 %. Damit nehmen die Pharmahersteller mit Impfstoffen wesentlich weniger Geld ein als mit Arzneimitteln, wie sie beispielsweise chronisch Erkrankte einnehmen müssen.
Außerdem ist für die Pharmaunternehmen das Geschäft mit Impfstoffen weniger attraktiv, weil die Impfstoffherstellung weitaus komplexer und teurer ist als die von synthetischen Arzneimitteln. Die Zahl der Impfstoffhersteller ist deshalb weltweit zurückgegangen.
Einige Impfgegner wie der Journalist Torsten Engelbrecht oder der Arzt Claus Köhnlein unterstellen den Pharmaunternehmen, Krankheiten wie BSE, AIDS oder SARS aus Profitzwecken erfunden zu haben; abgesehen davon unterschlagen sie aktuelle Daten, zitieren und übersetzen aus dem Englischen fehlerhaft oder verschweigen neue Studien und Untersuchungen.

### Religiöse Gründe
Verschiedene Gruppierungen lehnen Impfungen aus religiösen Gründen ab. Bei den Christen sind dies z. B. die Amischen in den USA oder Menschen im Bibelgürtel in den Niederlanden, was dort zu regelmäßigen Ausbrüchen vermeidbarer Erkrankungen geführt hat, z. B. Kinderlähmung; einige dieser streng orthodoxen Calvinisten verzichten im Gottvertrauen freiwillig auf eine Krankenversicherung. Impfverweigerer finden sich auch unter ultraorthodoxen Juden wie in New York, bei denen etwa 14 % nicht gegen Masern geimpft sind. Dies führt regelmäßig zu Masernausbrüchen in deren Gemeinden. In Jerusalem sind in den teils abgeschotteten Vierteln ultraorthodoxer Juden nur die Hälfte gegen Masern geimpft, was auch dort zu Masernepidemien führt.
Die Taliban in Pakistan und Afghanistan verhindern das Polio-Eradikationsprogramm, insbesondere nachdem es von als Ärzte getarnten CIA-Agenten als Deckmantel für militärische Operationen missbraucht wurde. Unabhängig davon sehen dort religiöse Fanatiker und islamistische Extremisten Impfungen als „un-islamisch“ an oder sogar als einen angeblichen Plan des Westens, die Bevölkerung unfruchtbar zu machen. Dies führte dazu, dass mehrere Helfer des Polio-Impfprogrammes angegriffen oder ermordet wurden. In Somalia und Nigeria behindern die radikalislamischen Terrorgruppen Al-Shabaab bzw. Boko-Haram Impfprogramme. Erstere ermordeten 2020 zwei humanitäre Helfer in Mogadischu. Generell behindern muslimische Bevölkerungsgruppen in Nigeria das Polio-Eradikationsprogramm der WHO und boykottieren dieses mit falschen Behauptungen.

### Deutschsprachig
- Christiane Meyer, Sabine Reiter: Impfgegner und Impfskeptiker. Geschichte, Hintergründe, Thesen, Umgang. In: Bundesgesundheitsblatt – Gesundheitsforschung – Gesundheitsschutz 47 (2004), S. 1182–1188; rki.de (PDF; 220 kB), abgerufen am 15. Mai 2019.
- Sandra Stricker: Impfkritiker und Impfgegner. Eine Analyse der Kritik an Impfungen am Beispiel der MMR-Impfung. Dissertation, Medizinischen Hochschule Hannover 2006.
- Wolfgang Maurer: Impfskeptiker – Impfgegner. Von einer anderen Realität im Internet. In: Pharmazie in unserer Zeit. Band 37, Nr. 1, Januar 2008, S. 64–70, doi:10.1002/pauz.200700252.
- Kim Björn Becker, Anna-Lena Niemann, Hamburg/Langen: Kampf um die Impfpflicht: Willkommen in der Welt der Impfgegner. In: Frankfurter Allgemeine Zeitung. 15. Juni 2019, ISSN 0174-4909 (faz.net [abgerufen am 27. Dezember 2021]).
- Christian Koller: Von der Impfkuh zum mRNA-Booster: Impfgeschichte als Gesellschaftsgeschichte, in: SozialarchivInfo 1 (2022). S. 16–35.
- Martin Fensch: News und Fake News zum Thema Impfen. Theorie und Analyse deutscher Print- und YouTube-Inhalte mit Fokus auf Moralbezüge. Springer Fachmedien Wiesbaden GmbH, Wiesbaden 2022, ISBN 978-3-658-38031-1, doi:10.1007/978-3-658-38032-8.

### Englischsprachig
- Paul Davies et al.: Antivaccination activists on the world wide web. In: Archives of Disease in Childhood. Band 87, Nr. 1, Juli 2002, S. 22–25, doi:10.1136/adc.87.1.22, PMID 12089115, PMC 1751143 (freier Volltext) – (englisch).
- Paul A. Offit: Autism’s False Prophets. Bad Science, Risky Medicine, and the Search for a Cure. Columbia University Press, New York 2008
- Paul A. Offit: Deadly Choices. How the Anti-Vaccine Movement Threatens Us All. Basic Books, New York 2011
- Daniel Jolley, Karen M. Douglas: The Effects of Anti-Vaccine Conspiracy Theories on Vaccination Intentions. In: PLoS ONE. Band 9, Nr. 2, 20. Februar 2014, S. e89177, doi:10.1371/journal.pone.0089177 (englisch).
- Matthew J. Hornsey et al.: The psychological roots of anti-vaccination attitudes: A 24-nation investigation. In: Health Psychology: Official Journal of the Division of Health Psychology, American Psychological Association. Band 37, Nr. 4, April 2018, S. 307–315, doi:10.1037/hea0000586, PMID 29389158 (englisch).
- Ève Dubé et al.: Vaccine Hesitancy, Acceptance, and Anti-Vaccination: Trends and Future Prospects for Public Health. In: Annual Review of Public Health. Band 42, 1. April 2021, S. 175–191, doi:10.1146/annurev-publhealth-090419-102240, PMID 33798403 (englisch).